# Подать Володимир Михайлович
Волод́имир Мих́айлович Под́ать (12 квітня 1958, Херсон) — український шахіст, майстер ФІДЕ. Бронзовий призер чемпіонату України 1991 року.

## Турнірні результати

### Чемпіонати України
Володимир Подать зіграв у п'яти фінальних турнірах чемпіонатів України, набравши загалом 25 очок з 54 можливих (+15-19=20).
| Рік  | Місто           | Турнір                            | + | − | = | Результат | Місце  |
| ---- | --------------- | --------------------------------- | - | - | - | --------- | ------ |
| 1978 | Миколаїв        | Півфінал 47-го чемпіонату України |   |   |   | 3½ з 9    | 49—55  |
| 1983 | Мелітополь      | 52-й чемпіонат України            | 2 | 7 | 0 | 2 з 9     | 49     |
| 1984 | Ужгород         | Півфінал 53-го чемпіонату України | 4 | 4 | 3 | 5½ з 11   | 20—24  |
| 1986 |                 | Півфінал 55-го чемпіонату України | 2 | 7 | 5 | 5½ з 14   | 13—15  |
| 1991 | Сімферополь     | 60-й чемпіонат України            | 4 | 0 | 9 | 8½ з 13   | Bronze |
| 1992 | Сімферополь     | 61-й чемпіонат України            | 2 | 7 | 5 | 4½ з 14   | 14     |
| 1995 | Дніпропетровськ | 64-й чемпіонат України            | 3 | 2 | 4 | 5 з 9     | 16—25  |
| 2000 | Севастополь     | 69-й чемпіонат України            | 4 | 3 | 2 | 5 з 9     | 32—52  |